# Séries éliminatoires de la Coupe Stanley 1937
Année précédente Année suivante
Les séries éliminatoires de la Coupe Stanley 1937 font suite à la saison 1936-1937 de la Ligue nationale de hockey. Les Red Wings de Détroit remportent la deuxième Coupe Stanley consécutive après avoir battu en finale les Rangers de New York sur le score de 3 matchs à 2.

## Arbre de qualification
|  | Quarts de finale | Quarts de finale       | Quarts de finale | Quarts de finale      |    |                     | Demi-finales | Demi-finales | Demi-finales | Demi-finales |  |  | Finale de la Coupe Stanley | Finale de la Coupe Stanley | Finale de la Coupe Stanley | Finale de la Coupe Stanley |
|  |                  |                        |                  |                       |    |                     |              |              |              |              |  |  |                            |                            |                            |                            |
|  |                  |                        |                  |                       |    |                     |              |              |              |              |  |  |                            |                            |                            |                            |
|  |                  |                        |                  |                       |    |                     |              |              |              |              |  |  |                            |                            |                            |                            |
|  |                  |                        |                  |                       |    |                     |              |              |              |              |  |  |                            |                            |                            |                            |
|  |                  |                        |                  |                       |    |                     |              |              |              |              |  |  |                            |                            |                            |                            |
|  |                  |                        |                  |                       |    |                     |              |              |              |              |  |  |                            |                            |                            |                            |
|  | A1               | Red Wings de Détroit   | 3                | 3                     |    |                     |              |              |              |              |  |  |                            |                            |                            |                            |
|  | A1               | Red Wings de Détroit   | 3                | 3                     |    |                     |              |              |              |              |  |  |                            |                            |                            |                            |
|  |                  |                        | C1               | Canadiens de Montréal | 2  | 2                   |              |              |              |              |  |  |                            |                            |                            |                            |
|  |                  |                        |                  |                       | 2  | 2                   |              |              |              |              |  |  |                            |                            |                            |                            |
|  |                  |                        |                  |                       |    |                     |              |              |              |              |  |  |                            |                            |                            |                            |
|  |                  |                        |                  |                       |    |                     |              |              |              |              |  |  |                            |                            |                            |                            |
|  | A1               | Red Wings de Détroit   | 3                | 3                     |    |                     |              |              |              |              |  |  |                            |                            |                            |                            |
|  | A1               | Red Wings de Détroit   | 3                | 3                     |    |                     |              |              |              |              |  |  |                            |                            |                            |                            |
|  |                  |                        | A3               | Rangers de New York   | 2  | 2                   |              |              |              |              |  |  |                            |                            |                            |                            |
|  | C2               | Maroons de Montréal    | A3               | Rangers de New York   | 2  | 2                   | 2            | 2            |              |              |  |  |                            |                            |                            |                            |
|  | C2               | Maroons de Montréal    |                  |                       |    |                     |              |              |              |              |  |  |                            |                            |                            |                            |
|  | A2               | Bruins de Boston       | 1                | 1                     |    |                     |              |              |              |              |  |  |                            |                            |                            |                            |
|  | A2               | Bruins de Boston       | 1                | 1                     | C2 | Maroons de Montréal | 0            | 0            |              |              |  |  |                            |                            |                            |                            |
|  |                  |                        |                  |                       | C2 | Maroons de Montréal | 0            | 0            |              |              |  |  |                            |                            |                            |                            |
|  |                  |                        | A3               | Rangers de New York   | 2  | 2                   |              |              |              |              |  |  |                            |                            |                            |                            |
|  | C3               | Rangers de New York    | A3               | Rangers de New York   | 2  | 2                   | 2            | 2            |              |              |  |  |                            |                            |                            |                            |
|  | C3               | Rangers de New York    |                  |                       |    |                     |              | 2            |              |              |  |  |                            |                            |                            |                            |
|  | A3               | Maple Leafs de Toronto | 0                | 0                     |    |                     |              |              |              |              |  |  |                            |                            |                            |                            |
|  | A3               | Maple Leafs de Toronto | 0                | 0                     |    |                     |              |              |              |              |  |  |                            |                            |                            |                            |
|  |                  |                        |                  |                       |    |                     |              |              |              |              |  |  |                            |                            |                            |                            |

## Détails des séries

### Quarts de finale

#### Maroons contre Bruins
| 23 mars 1937 | Maroons de Montréal | 4-1 (1-0, 1-0, 2-1) | Bruins de Boston | Forum de Montréal 10 000 spectateurs |

| Feuille de match | Feuille de match | Feuille de match    | Feuille de match                               | Feuille de match                       |
| ---------------- | --- | ------------------- | ---------------------------------------------- | -------------------------------------- |
|                  | Voss (L. Conacher, Northcott) — 13 min 53 s Northcott (Shannon, Robinson) — 32 min 11 s - Cain (Gracie) — 56 min 43 s Cain (Gracie, Marker) — 57 min 32 s | 1-0 2-0 2-1 3-1 4-1 | - - Getliffe (Sands, Cowley) — 46 min 34 s - - | Arbitrage : Clarence Campbell Babe Dye |
| Beveridge        | Gardiens | Thompson            |                                                | Arbitrage : Clarence Campbell Babe Dye |
|                  | |                     |                                                | Arbitrage : Clarence Campbell Babe Dye |
|                  | |                     |                                                | Arbitrage : Clarence Campbell Babe Dye |

| 25 mars 1937 | Bruins de Boston | 4-0 (2-0, 1-0, 1-0) | Maroons de Montréal | Boston Garden 16 000 spectateurs |

| Feuille de match | Feuille de match | Feuille de match | Feuille de match | Feuille de match                       |
| ---------------- | --- | ---------------- | ---------------- | -------------------------------------- |
|                  | Clapper (Sands, Getliffe) — 4 min 54 s Sands (Cowley) — 15 min 42 s Getliffe (Cowley) — 35 min 19 s Beattie — 53 min 50 s | 1-0 2-0 3-0 4-0  | -                | Arbitrage : Mickey Ion Johnny Mitchell |
| Beveridge        | Gardiens | Thompson         |                  | Arbitrage : Mickey Ion Johnny Mitchell |
|                  | |                  |                  | Arbitrage : Mickey Ion Johnny Mitchell |
|                  | |                  |                  | Arbitrage : Mickey Ion Johnny Mitchell |

| 28 mars 1937 | Bruins de Boston | 1-4 (0-0, 1-2, 0-2) | Maroons de Montréal | Boston Garden 17 000 spectateurs |

| Feuille de match | Feuille de match          | Feuille de match    | Feuille de match                                                                                        | Feuille de match                     |
| ---------------- | ------------------------- | ------------------- | --- | ------------------------------------ |
|                  | Clapper — 25 min 18 s - - | 1-0 1-1 1-2 1-3 1-4 | - Wentworth (Robinson) — 35 min 48 s Blinco — 39 min 25 s Robinson — 54 min 30 s Trottier — 57 min 58 s | Arbitrage : Bill Stewart A. G. Smith |
| Beveridge        | Gardiens                  | Thompson            | | Arbitrage : Bill Stewart A. G. Smith |
|                  |                           |                     | | Arbitrage : Bill Stewart A. G. Smith |
|                  |                           |                     | | Arbitrage : Bill Stewart A. G. Smith |

#### Rangers contre Maple Leafs
| 23 mars 1937 | Maple Leafs de Toronto | 0-3 (0-0, 0-1, 0-2) | Rangers de New York | Maple Leafs Garden |

| Feuille de match | Feuille de match | Feuille de match | Feuille de match                                                                                            | Feuille de match                     |
| ---------------- | ---------------- | ---------------- | --- | ------------------------------------ |
|                  | -                | 0-1 0-2 0-3      | Patrick (Boucher) — 25 min 29 s Murdoch (Keeling, Watson) — 55 min 6 s Shibicky (N. Colville) — 56 min 10 s | Arbitrage : Bill Stewart A. G. Smith |
| Broda            | Gardiens         | Kerr             | | Arbitrage : Bill Stewart A. G. Smith |
|                  |                  |                  | | Arbitrage : Bill Stewart A. G. Smith |
|                  |                  |                  | | Arbitrage : Bill Stewart A. G. Smith |

| 25 mars 1937 | Rangers de New York | 2-1 (pr) (0-1, 0-0, 1-0, 1-0) | Maple Leafs de Toronto | Madison Square Garden 15 000 spectateurs |

| Feuille de match | Feuille de match                                            | Feuille de match | Feuille de match                          | Feuille de match                        |
| ---------------- | ----------------------------------------------------------- | ---------------- | ----------------------------------------- | --------------------------------------- |
|                  | - Keeling (Watson) — 50 min 5 s Prat (Coulter) — 73 min 5 s | 0-1 1-1 2-1      | Jackson (Apps, Hamilton) — 1 min 42 s - - | Arbitrage : Cecil Dye Clarence Campbell |
| Kerr             | Gardiens                                                    | Broda            |                                           | Arbitrage : Cecil Dye Clarence Campbell |
|                  |                                                             |                  |                                           | Arbitrage : Cecil Dye Clarence Campbell |
|                  |                                                             |                  |                                           | Arbitrage : Cecil Dye Clarence Campbell |

### Demi-finales

#### Canadiens contre Red Wings
| 23 mars 1937 | Red Wings de Détroit | 4-0 (1-0, 1-0, 2-0) | Canadiens de Montréal | Olympia Stadium 12 495 spectateurs |

| Feuille de match | Feuille de match | Feuille de match | Feuille de match | Feuille de match                       |
| ---------------- | --- | ---------------- | ---------------- | -------------------------------------- |
|                  | Goodfellow (Lewis, Barry) — 5 min 21 s Lewis (Barry) — 36 min 54 s Kilrea (Lewis, Barry) — 41 min 20 s Kilrea (Barry) — 57 min 52 s | 1-0 2-0 3-0 4-0  | -                | Arbitrage : Mickey Ion Johnny Mitchell |
| Smith            | Gardiens | Cude             |                  | Arbitrage : Mickey Ion Johnny Mitchell |
|                  | |                  |                  | Arbitrage : Mickey Ion Johnny Mitchell |
|                  | |                  |                  | Arbitrage : Mickey Ion Johnny Mitchell |

| 25 mars 1937 | Red Wings de Détroit | 5-1 (1-1, 3-0, 1-0) | Canadiens de Montréal | Olympia Stadium 13 731 spectateurs |

| Feuille de match | Feuille de match | Feuille de match       | Feuille de match                 | Feuille de match                     |
| ---------------- | --- | ---------------------- | -------------------------------- | ------------------------------------ |
|                  | - Bruneteau (Howe, Pettinger) — 15 min 42 s Lewis (Barry) — 22 min 7 s Lewis (Howe, Sorrell) — 24 min 45 s (SN) Kelly — 55 min 40 s Kelly (Sorrell, Kilrea) — 57 min 15 s | 0-11-1 2-1 3-1 4-1 5-1 | Haynes (Joliat) — 9 min 29 s - - | Arbitrage : Bill Stewart A. G. Smith |
| Smith            | Gardiens | Cude                   |                                  | Arbitrage : Bill Stewart A. G. Smith |
|                  | |                        |                                  | Arbitrage : Bill Stewart A. G. Smith |
|                  | |                        |                                  | Arbitrage : Bill Stewart A. G. Smith |

| 27 mars 1937 | Canadiens de Montréal | 3-1 (1-0, 0-0, 2-1) | Red Wings de Détroit | Forum de Montréal 11 500 spectateurs |

| Feuille de match | Feuille de match                                                                                   | Feuille de match | Feuille de match                   | Feuille de match                       |
| ---------------- | -------------------------------------------------------------------------------------------------- | ---------------- | ---------------------------------- | -------------------------------------- |
|                  | Gagnon (Haynes, Joliat) — 3 min 10 s - Siebert — 50 min 29 s Gagnon (Joliat, Haynes) — 57 min 27 s | 1-0 1-1 2-1 3-1  | - Barry (Bowman) — 41 min 45 s - - | Arbitrage : Cecil Dye Clarence Campbel |
| Cude             | Gardiens                                                                                           | Smith Franks     |                                    | Arbitrage : Cecil Dye Clarence Campbel |
|                  | |                  |                                    | Arbitrage : Cecil Dye Clarence Campbel |
|                  | |                  |                                    | Arbitrage : Cecil Dye Clarence Campbel |

| 30 mars 1937 | Canadiens de Montréal | 3-1 (2-1, 1-0, 0-0) | Red Wings de Détroit | Forum de Montréal 13 000 spectateurs |

| Feuille de match | Feuille de match                                                                                              | Feuille de match | Feuille de match  | Feuille de match                       |
| ---------------- | --- | ---------------- | ----------------- | -------------------------------------- |
|                  | Blake (Siebert, Lépine) — 7 min 30 s Haynes (Gagnon) — 12 min 28 s - Desilets (Siebert, Haynes) — 58 min 28 s | 1-0 2-0 2-1 3-1  | - Howe — 17 min - | Arbitrage : Mickey Ion Johnny Mitchell |
| Robertson        | Gardiens | Cude             |                   | Arbitrage : Mickey Ion Johnny Mitchell |
|                  | |                  |                   | Arbitrage : Mickey Ion Johnny Mitchell |
|                  | |                  |                   | Arbitrage : Mickey Ion Johnny Mitchell |

| 1er avril 1937 | Canadiens de Montréal | 1-2 (3 pr) (0-0, 0-1, 1-0, 0-0, 0-0, 0-1) | Red Wings de Détroit | Forum de Montréal |

| Feuille de match | Feuille de match            | Feuille de match | Feuille de match                                                | Feuille de match                     |
| ---------------- | --------------------------- | ---------------- | --------------------------------------------------------------- | ------------------------------------ |
|                  | - MacKenzie — 54 min 56 s - | 0-1 1-1 1-2      | Goodfellow — 24 min 41 s - Kilrea (Barry, Lewis) — 111 min 49 s | Arbitrage : Bill Stewart A. G. Smith |
| Cude             | Gardiens                    | Robertson        |                                                                 | Arbitrage : Bill Stewart A. G. Smith |
|                  |                             |                  |                                                                 | Arbitrage : Bill Stewart A. G. Smith |
|                  |                             |                  |                                                                 | Arbitrage : Bill Stewart A. G. Smith |

#### Maroons contre Rangers
| 1er avril 1937 | Rangers de New York | 1-0 (1-0, 0-0, 0-0) | Maroons de Montréal | Madison Square Garden 16 000 spectateurs |

| Feuille de match | Feuille de match    | Feuille de match | Feuille de match | Feuille de match                       |
| ---------------- | ------------------- | ---------------- | ---------------- | -------------------------------------- |
|                  | Pratt — 16 min 46 s | 1-0              | -                | Arbitrage : Mickey Ion Johnny Mitchell |
| Kerr             | Gardiens            | Beveridge        |                  | Arbitrage : Mickey Ion Johnny Mitchell |
|                  |                     |                  |                  | Arbitrage : Mickey Ion Johnny Mitchell |
|                  |                     |                  |                  | Arbitrage : Mickey Ion Johnny Mitchell |

| 3 avril 1937 | Maroons de Montréal | 0-4 | Rangers de New York | Forum de Montréal 13 000 spectateurs |

| Feuille de match | Feuille de match | Feuille de match | Feuille de match | Feuille de match                     |
| ---------------- | ---------------- | ---------------- | --- | ------------------------------------ |
|                  | -                | 0-1 0-2 0-3 0-4  | N. Colville (Shibicky, M. Colville) — 24 min 34 s N. Colville (Cooper) — 26 min 45 s Boucher (Dillon) — 29 min 10 s M. Colville (N. Colville, Shibicky) — 42 min 41 s | Arbitrage : Bill Stewart A. G. Smith |
| Beveridge        | Gardiens         | Kerr             | | Arbitrage : Bill Stewart A. G. Smith |
|                  |                  |                  | | Arbitrage : Bill Stewart A. G. Smith |
|                  |                  |                  | | Arbitrage : Bill Stewart A. G. Smith |

### Finale
| 6 avril 1937 | Rangers de New York | 5-1 (3-0, 1-0, 1-1) | Red Wings de Détroit | Madison Square Garden 16 000 spectateurs |

| Feuille de match | Feuille de match | Feuille de match        | Feuille de match                               | Feuille de match                       |
| ---------------- | --- | ----------------------- | ---------------------------------------------- | -------------------------------------- |
|                  | Keeling (Murdoch, Cooper) — 5 min 23 s Patrick (Boucher, Coulter) — 9 min 40 s Cooper (Dillon, Keeling) — 18 min 44 s Boucher (Johnson) — 38 min 55 s - Patrick (Boucher) — 58 min 22 s | 1-0 2-0 3-0 4-0 4-1 5-1 | - Howe (Goodfellow, Pettinger) — 57 min 12 s - | Arbitrage : Mickey Ion Johnny Mitchell |
| Kerr             | Gardiens | Smith Robertson         |                                                | Arbitrage : Mickey Ion Johnny Mitchell |
|                  | |                         |                                                | Arbitrage : Mickey Ion Johnny Mitchell |
|                  | |                         |                                                | Arbitrage : Mickey Ion Johnny Mitchell |

| 8 avril 1937 | Red Wings de Détroit | 4-2 (3-0, 1-2, 0-0) | Rangers de New York | Olympia Stadium 13 491 spectateurs |

| Feuille de match | Feuille de match | Feuille de match        | Feuille de match                                                                | Feuille de match                       |
| ---------------- | --- | ----------------------- | ------------------------------------------------------------------------------- | -------------------------------------- |
|                  | Sorrell — 9 min 22 s Bruneteau (Howe) — 12 min 7 s Gallagher (Kilrea, Serf) — 13 min 31 s Lewis (Howe, Goodfellow) — 31 min 2 s - - | 1-0 2-0 3-0 4-0 4-1 4-2 | - Pratt (N. Colville, M. Colville) — 35 min 6 s Keeling (Coulter) — 38 min 18 s | Arbitrage : Cecil Dye Clarence Campbel |
| Robertson        | Gardiens | Kerr                    |                                                                                 | Arbitrage : Cecil Dye Clarence Campbel |
|                  | |                         |                                                                                 | Arbitrage : Cecil Dye Clarence Campbel |
|                  | |                         |                                                                                 | Arbitrage : Cecil Dye Clarence Campbel |

| 11 avril 1937 | Red Wings de Détroit | 0-1 (0-1, 0-0, 0-0) | Rangers de New York | Olympia Stadium 13 735 spectateurs |

| Feuille de match | Feuille de match | Feuille de match | Feuille de match                   | Feuille de match                     |
| ---------------- | ---------------- | ---------------- | ---------------------------------- | ------------------------------------ |
|                  | -                | 0-1              | N. Colville (Pratt, Cooper) — 23 s | Arbitrage : Bill Stewart A. G. Smith |
| Robertson        | Gardiens         | Kerr             |                                    | Arbitrage : Bill Stewart A. G. Smith |
|                  |                  |                  |                                    | Arbitrage : Bill Stewart A. G. Smith |
|                  |                  |                  |                                    | Arbitrage : Bill Stewart A. G. Smith |

| 13 avril 1937 | Red Wings de Détroit | 1-0 (0-0, 0-0, 1-0) | Rangers de New York | Olympia Stadium 13 515 spectateurs |

| Feuille de match | Feuille de match                    | Feuille de match | Feuille de match | Feuille de match                       |
| ---------------- | ----------------------------------- | ---------------- | ---------------- | -------------------------------------- |
|                  | Barry (Howe, Sorrell) — 52 min 43 s | 1-0              | -                | Arbitrage : Mickey Ion Johnny Mitchell |
| Robertson        | Gardiens                            | Kerr             |                  | Arbitrage : Mickey Ion Johnny Mitchell |
|                  |                                     |                  |                  | Arbitrage : Mickey Ion Johnny Mitchell |
|                  |                                     |                  |                  | Arbitrage : Mickey Ion Johnny Mitchell |

| 15 avril 1937 | Red Wings de Détroit | 3-0 (1-0, 1-0, 1-0) | Rangers de New York | Olympia Stadium 14 102 spectateurs |

| Feuille de match | Feuille de match                                                                                  | Feuille de match | Feuille de match | Feuille de match                     |
| ---------------- | ------------------------------------------------------------------------------------------------- | ---------------- | ---------------- | ------------------------------------ |
|                  | Barry (Howe) — 19 min 22 s Sorrell (Barry, H. Kilrea) — 29 min 36 s Barry (Sorrell) — 42 min 33 s | 1-0 2-0 3-0      | -                | Arbitrage : Bill Stewart A. G. Smith |
| Robertson        | Gardiens                                                                                          | Kerr             |                  | Arbitrage : Bill Stewart A. G. Smith |
|                  |                                                                                                   |                  |                  | Arbitrage : Bill Stewart A. G. Smith |
|                  |                                                                                                   |                  |                  | Arbitrage : Bill Stewart A. G. Smith |